# Gentilshommes de la province de Champagne
Les Gentilshommes de la province de Champagne est une ancienne unité d’infanterie française  qui combat dans l'armée de Condé.
Le général Armand Jean d'Allonville a commandé cette unité. 
Il rassemble à Trêves et organise en compagnies la noblesse de Champagne pour créer une unité dont il sera le commandant. Cette réunion, en 1792, de ces gentilshommes fait partie des préparatifs de l’armée des émigrés.
Ils combattent dans l’armée du duc de Bourbon dans le nord de la France et les Pays-Bas. Le bras droit du général est le maréchal de camp Pierre-Antoine-Charles de Mesgrigny-Villebertin.
En 1793, les Gentilshommes sont dans Maastricht assiégée. Ils se battent à pied, certainement faute de moyens financiers pour entretenir des chevaux, mais sont toujours au service du duc de Bourbon. Ils combattent l'armée du général républicain Francisco de Miranda.
Armand Jean d'Allonville commandera par ailleurs le régiment d'Allonville qui est un régiment d'officiers, d'où son autre nom, les cadres d'Allonville.